# Kerkwerve
Kerkwerve (51° 41′ N, 3° 54′ L) é uma cidade dos Países Baixos, na província de Zelândia. Kerkwerve pertence ao município de Schouwen-Duiveland, e está situada a 24 km southwest of Hellevoetsluis.
Em 2001, a cidade de Kerkwerve tinha 575 habitantes. A área urbana da cidade é de 0.20 km², e tem 245 residências. 
A área de Kerkwerve, que também inclui as partes periféricas da cidade, bem como a zona rural circundante, tem uma população estimada em 1070 habitantes.